# Les Ombrenards
Les Ombrenards (Marlfox) est le onzième tome de la série Rougemuraille de Brian Jacques. Il fut publié en 1998.
Dans l'ordre chronologique de l'histoire, il est précédé par La Patrouille et suivi par Le Prodige.